# 福旺镇
福旺镇，是中华人民共和国广西壮族自治区钦州市浦北县下辖的一个乡镇级行政单位。

## 行政区划
福旺镇下辖以下地区：
东风社区、福旺村、大垌村、大田村、关塘村、古立村、长塘村、龙眼村、南山村、六潦村、六合村、下垌村、中山村、石均村、玉叶村、大湾村、凤山村、北兰村、坡心村、镇脚村、大双村、武溪村、华新村、万垌村、枫木村和长昆村。